# Dutch Open 1971
Il Dutch Open 1971 è stato un torneo di tennis giocato sulla terra rossa. È stata la 14ª edizione del torneo, che fa parte del Pepsi-Cola Grand Prix 1971 e dei Tornei di tennis femminili indipendenti nel 1971. Il torneo si è giocato a Hilversum nei Paesi Bassi dal 26 luglio al 1º agosto 1971.

## Campioni

### Singolare maschile
Gerald Battrick ha battuto in finale  Ross Case con il punteggio di 6–3, 6–4, 9–7

### Doppio maschile
Jean-Claude Barclay /  Daniel Contet hanno battuto in finale  John Cooper /  Colin Dibley con il punteggio di 7–5, 3–6, 7–5, 4–6, 6–2

### Singolare femminile
Evonne Goolagong Cawley ha battuto in finale  Christina Sandberg 8–6 6–3

### Doppio femminile
Christina Sandberg /  Betty Stöve hanno battuto in finale  Katja Burgemeister Ebbinghaus /  Gertrudia Groenman-Walhof con il punteggio di 6–1 6–2

### Doppio misto
Betty Stöve /  Jean Claude Barclay hanno battuto in finale  Christina Sandberg /  Patrice Dominguez 8–6 6–3